# Сахай, Вик
Ви́крам "Вик" Саха́й (англ. Vikram "Vik" Sahay, 3 июля 1971, Оттава, Онтарио, Канада) — канадский актёр. Наиболее известен по роли Лестера Пателя в телесериале «Чак» и Рамы в саге про Рокси Хантер.

## Биография и карьера
Вик Сахай родился в Оттаве, Канада, у родителей индийского происхождения и посещал  высшую школу искусств Кентербери в Оттаве. Продолжал изучать актёрское мастерство Выступление в Конкордском университете в Монреале.
Он научился выполнять индийские классические танцы вместе со своим братом Сидкартом Сахаем, с которым он появился в 1986 году в «You Can’t Do That on Television». Он также появился в телесериале «Radio Active», играя спортивного комментатора Кевин Кальвина. Основываясь на этой работе, он был выбран на роль Далаля Видья в шоу «Our Hero», за которую он был номинирован на канадскую комедийную премию в 2002 году. Впоследствии он также изображал адвоката Анил Шарма на CBC в сериале «This Is Wonderland» в ходе второго и третьего сезонов.
Сахай появился в таких фильмах, как «Рокси Хантер и секрет мрачного призрака», «Умница Уилл Хантинг», «Экзистенция», «Блуждающая пуля», «Радуга», «Прогулка», «Крылья надежды», «Голый барабанщик», «Амал» и «Афганец Люк». Сыграл босса Стифлера в фильме «Американский пирог: Все в сборе», «Оборотень».
B 2019 году озвучил персонажа по имени Матиас Самнер в видеоигре Anthem (рус. Гимн) от разработчиков BioWare. 